# El tejedor de Segovia
El tejedor de Segovia es una comedia original de Juan Ruiz de Alarcón, publicada por primera vez en la Parte segvnda de las comedias del licenciado Iuan Rvyz de Alarcón y Mendoza, Relator del Consejo de Indias. (Barcelona: Sebastián de Cormellas, 1634).

## Análisis
Datada entre 1616 y 1619, esta pieza reconcentra la intención alarconiana de mejorar un buen gobierno. Su primera parte es anónima y la segunda original de Alarcón, anticipa el drama romántico del siglo XVIII. Los personajes de esta obra escapan al molde común de los personajes alarconianos. Fernando y Ana Ramírez de Vargas huyen de Suero y Julian Peláez, asesinos de su padre. Los hermanos se refugian en Segovia fingiéndose hijos del tejedor Pedro Alonso y dan muerte a sus verdugos, lo que aprueba el rey Alfonso VI de Castilla.